# Tupou Patia
Tupou Patia-Brogan (* 17. April 1984) ist eine Fußballschiedsrichterin von den Cookinseln.

## Werdegang
Von 2011 bis 2018 stand Patia auf der Liste der FIFA-Schiedsrichter und leitete internationale Fußballspiele.
Patia leitete drei Partien bei der Ozeanienmeisterschaft 2010 in Neuseeland, drei Partien beim Fußballturnier der Pazifikspiele 2011 in Neukaledonien und zwei Spiele bei der Ozeanienmeisterschaft 2014 in Papua-Neuguinea.
Im März 2015 wurde Patia für die Weltmeisterschaft 2015 in Frankreich nominiert und kam bei dieser als Vierte Offizielle zum Einsatz.
Heute ist sie Cook Islands Football Association women’s development officer.